# Калотмуль
Калотмуль (исп. Calotmul) — посёлок в Мексике, штат Юкатан, входит в состав одноимённого муниципалитета и является его административным центром. Численность населения, по данным переписи 2010 года, составила 2764 человека.

## Общие сведения
Название Calotmul с майяского языка можно перевести как место соединения двух холмов.
Поселение было основано в доиспанский период, а первое упоминание относится к 1665 году, когда дон Николас дель Пуэрто упомянул о 400 проживающих здесь индейцах.